# Apamea albomaculata
Apamea albomaculata är en fjärilsart som beskrevs av Graman 1910. Apamea albomaculata ingår i släktet Apamea och familjen nattflyn. Inga underarter finns listade i Catalogue of Life.